# Moederkerk (George)

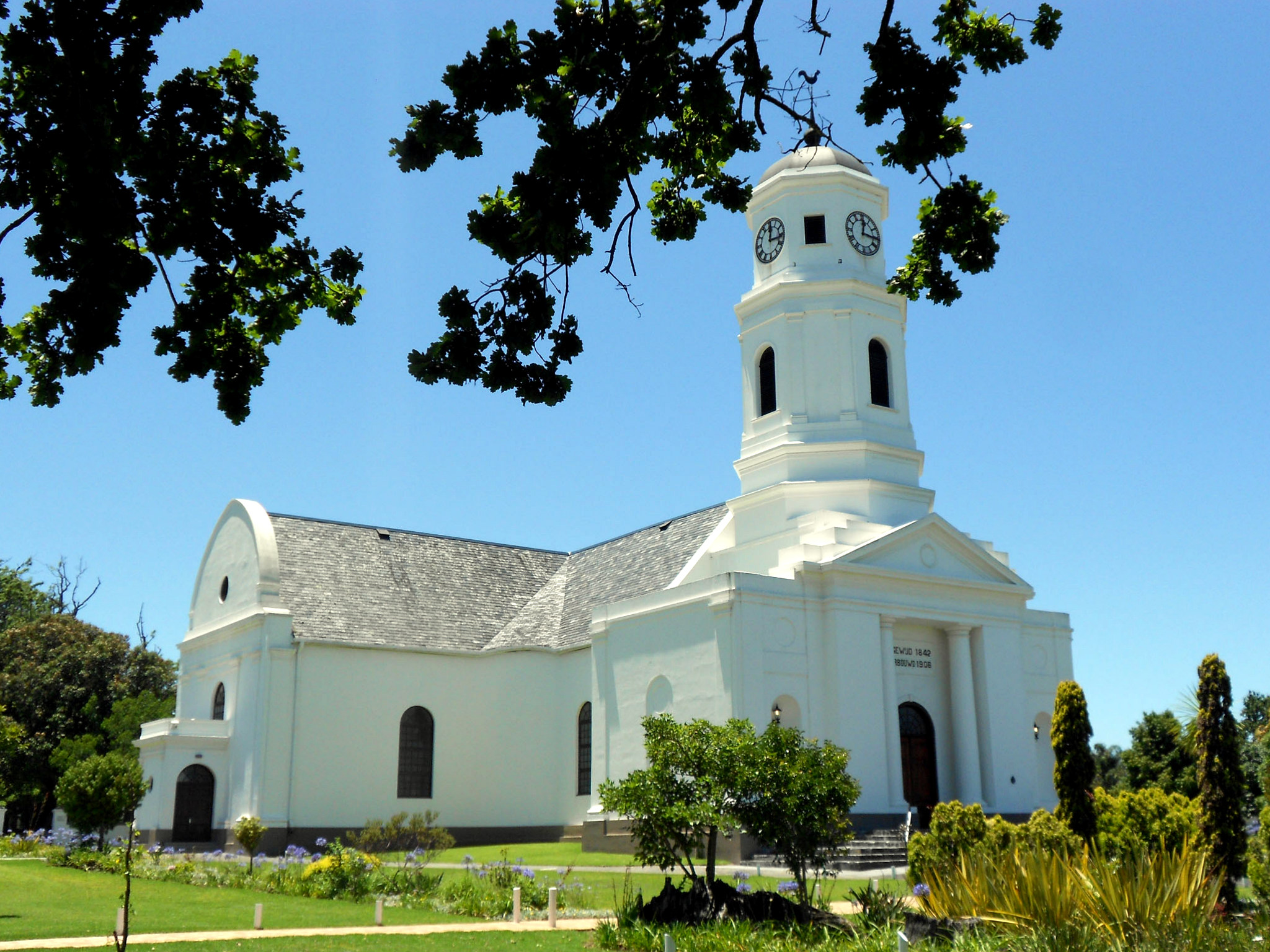

De Moederkerk is een plaats van aanbidding van de Nederduitse Gereformeerde Kerk in de Zuid-Afrikaanse gemeente George (provincie West-Kaap). De kerk werd gebouwd in 1842. De hoeksteen van de kerk werd gelegd op 14 april 1832. Voor een deel van de bouwwerkzaamheden werden slaven gebruikt, zoals het graven van de twee meter diepe en anderhalve meter brede fundering. Door financiële problemen duurde het 12 jaar om de kerk te voltooien en werd deze op 9 oktober 1842 ingewijd. Hoewel het een historisch gebouw is, is de kerk nog steeds in gebruik en worden er elke zondag preken gehouden.

## Predikanten
- Tobias Johannes Herold, 1823 - 1831
- Johan Stephen Simeon Ballot, 1831 - 1862
- Arnoldus Gerhard Mart Kuys, 1863 - 1877
- Christoffel Frederic Jacobus Müller, 1877 - 1887
- Zacharias Johannes de Beer, 1887 - 1895
- David Jacob Johannes Rossouw, 1896 - 1912
- Pieter Truter Stroebel, 1902 - 1904
- Jan Andries Beyer, 1912 - 1923
- Johannes Albertus Hurter, 1921 - 1936
- Philip Petrus van der Merwe, 1925 - 1928
- Gabriël Jacobus Lötter, 1931 - 1947
- Jan Stephanus Klopper, 1937 - 1948
- Daniel François du Toit, 1943 - 1947, 1951 - 1967
- Johan George Lochner, 1947 - 1950
- Heinrich Franz Heyman, 1947 - 1951
- Carl Wilhelm Irene Pistorius, 1948 - 1953
- Andries Gustav Stephanus Gouws, 1953 - 1958
- Jacobus Stephanus Marais, 1967 - 1970
- Bernard Christiaan Lategan, 1968 - 1969
- Johannes Gerhard Moolman, 1974 - 1983
- J.A. van de Merwe. 1978 – 2006
- M. van Rooijen. 1988 – 1998
- W.Badenhorst. 1984 – 2004.
- H.A. Louw. 1993 – heden.
- H. Bekker. 2005 – heden.